# Cobubatha luda
Cobubatha luda är en fjärilsart som beskrevs av Druce 1898. Cobubatha luda ingår i släktet Cobubatha och familjen nattflyn. Inga underarter finns listade i Catalogue of Life.